# 1. Fußball-Club Kaiserslautern 1992-1993
Questa voce raccoglie le informazioni riguardanti il 1. Fußball-Club Kaiserslautern nelle competizioni ufficiali della stagione 1992-1993.

## Stagione
Nella stagione 1992-1993 il Kaiserslautern, allenato da Rainer Zobel, concluse il campionato di Bundesliga all'8º posto. In Coppa di Germania il Kaiserslautern fu eliminato al secondo turno dal Bayer Leverkusen. In Coppa UEFA il Kaiserslautern fu eliminato agli ottavi di finale dall'Ajax.

## Rosa
| N. |                               | Ruolo | Calciatore         |
| -- | ----------------------------- | ----- | ------------------ |
|    | Germania (bandiera)           | P     | Gerald Ehrmann     |
|    | Germania (bandiera)           | P     | Michael Serr       |
|    | Stati Uniti (bandiera)        | D     | Tom Dooley         |
|    | Svezia (bandiera)             | D     | Jan Eriksson       |
|    | Germania (bandiera)           | D     | Wolfgang Funkel    |
|    | Macedonia del Nord (bandiera) | D     | Elvis Hajradinović |
|    | Germania (bandiera)           | D     | Thomas Hengen      |
|    | Rep. Ceca (bandiera)          | D     | Miroslav Kadlec    |
|    | Germania (bandiera)           | D     | Thomas Ritter      |
|    | Germania (bandiera)           | D     | Axel Roos          |
|    | Germania (bandiera)           | D     | Oliver Schäfer     |
|    | Danimarca (bandiera)          | C     | Bjarne Goldbæk     |
|    | Germania (bandiera)           | C     | Marco Haber        |

| N. |                                 | Ruolo | Calciatore           |
| -- | ------------------------------- | ----- | -------------------- |
|    | Germania (bandiera)             | C     | Frank Lelle          |
|    | Germania (bandiera)             | C     | Torsten Lieberknecht |
|    | Germania (bandiera)             | C     | Thomas Richter       |
|    | Germania (bandiera)             | C     | Martin Wagner        |
|    | Germania (bandiera)             | C     | Michael Zeyer        |
|    | Germania (bandiera)             | A     | Christoph Dengel     |
|    | Germania (bandiera)             | A     | Mark Dittgen         |
|    | Bosnia ed Erzegovina (bandiera) | A     | Demir Hotić          |
|    | Germania (bandiera)             | A     | Stefan Kuntz         |
|    | Germania (bandiera)             | A     | Marcus Marin         |
|    | Germania (bandiera)             | A     | Thomas Vogel         |
|    | Germania (bandiera)             | A     | Marcel Witeczek      |

## Organigramma societario
Area tecnica
- Allenatore: Rainer Zobel
- Allenatore in seconda:
- Preparatore dei portieri:
- Preparatori atletici:

## Calciomercato

### Sessione estiva
| Acquisti | Acquisti         | Acquisti                 | Acquisti |
| R.       | Nome             | da                       | Modalità |
| -------- | ---------------- | ------------------------ | -------- |
| D        | Jan Eriksson     | IFK Norrköping           |          |
| D        | Thomas Hengen    | Kaiserslautern (allievi) |          |
| A        | Marcus Marin     | Kickers Stoccarda        |          |
| D        | Thomas Ritter    | Kickers Stoccarda        |          |
| C        | Martin Wagner    | Norimberga               |          |
| A        | Bernhard Winkler | Wattenscheid 09          |          |
| C        | Michael Zeyer    | Friburgo                 |          |

| Cessioni | Cessioni        | Cessioni           | Cessioni |
| R.       | Nome            | a                  | Modalità |
| -------- | --------------- | ------------------ | -------- |
| C        | Guido Hoffmann  | Bayer Leverkusen   |          |
| A        | Jürgen Degen    | Fortuna Düsseldorf |          |
| D        | Markus Kranz    | Uerdingen 05       |          |
| D        | Roger Lutz      | Kaiserslautern II  |          |
| C        | Uwe Scherr      | Schalke 04         |          |
| D        | Reinhard Stumpf | Galatasaray        |          |

### Sessione invernale
| Acquisti | Acquisti | Acquisti | Acquisti |
| R.       | Nome     | da       | Modalità |
| -------- | -------- | -------- | -------- |

| Cessioni | Cessioni         | Cessioni        | Cessioni |
| R.       | Nome             | a               | Modalità |
| -------- | ---------------- | --------------- | -------- |
| A        | Bernhard Winkler | Fortuna Colonia |          |

## Risultati

### Bundesliga

#### Girone di andata
| Arbitro: | Amerell |

|              |           |  |
| Eriksson 24’ | Marcatori |  |

| Arbitro: | Ziller |

|              |           |  |
| Labbadia 20’ | Marcatori |  |

| Arbitro: | Scheuerer |

|                                           |           |             |
| Wagner 4’ Vogel 10’ Kuntz 71’, 80’ (rig.) | Marcatori | 84’ Ibrahim |

| Arbitro: | Albrecht |

|             |           |  |
| Povlsen 58’ | Marcatori |  |

| Kaiserslautern 1º settembre 1992, ore 20:00 CEST 5ª giornata | Kaiserslautern | 0 – 0 referto | Borussia M'gladbach | Fritz-Walter-Stadion (34 154 spett.)\| Arbitro: \| Habermann \| |
| Arbitro:                                                     | Habermann      |               |                     |                                                                 |

| Arbitro: | Weber |

|                  |           |  |
| Wynalda 64’, 74’ | Marcatori |  |

| Arbitro: | Krug |

|                                   |           |           |
| Wagner 29’ Witeczek 30’ Kuntz 58’ | Marcatori | 71’ Rufer |

| Arbitro: | Osmers |

|                                    |           |            |
| Strunz 45’ Walter 70’ Strehmel 89’ | Marcatori | 71’ Wagner |

| Arbitro: | Führer |

|                             |           |  |
| Funkel 45’ (rig.) Hotić 85’ | Marcatori |  |

| Arbitro: | Harder |

|                             |           |  |
| Kirsten 10’ Radschuweit 75’ | Marcatori |  |

| Arbitro: | Löwer |

|                        |           |                               |
| Witeczek 5’ Funkel 82’ | Marcatori | 19’, 45’ Rolff 60’ Schütterle |

| Arbitro: | Kiefer |

|             |           |                                           |
| Wegmann 35’ | Marcatori | 59’ Lieberknecht 75’ Goldbæk 77’ Witeczek |

| Arbitro: | Fröhlich |

|                          |           |  |
| Hotić 23’ Marin 51’, 58’ | Marcatori |  |

| Arbitro: | Fux |

|  |           |                                                   |
|  | Marcatori | 28’ Hotić 31’ Goldbæk 41’, 54’ Witeczek 56’ Marin |

| Arbitro: | Aust |

|                        |           |                                 |
| Marin 33’ Witeczek 44’ | Marcatori | 75’ (rig.) Spörl 78’ von Heesen |

| Arbitro: | Kasper |

|  |           |                   |
|  | Marcatori | 36’ Rahn 88’ Roth |

| Arbitro: | Krug |

|            |           |                                    |
| Jähnig 22’ | Marcatori | 8’, 41’ Witeczek 89’ (rig.) Ritter |

#### Girone di ritorno
| Arbitro: | Strigel |

|  |           |                                    |
|  | Marcatori | 28’ Witeczek 63’ Goldbæk 84’ Hotić |

| Arbitro: | Harder |

|           |           |                                      |
| Kuntz 72’ | Marcatori | 9’ Wohlfarth 54’ Schupp 85’ Jorginho |

| Arbitro: | Strampe |

|                |           |  |
| Tschiskale 81’ | Marcatori |  |

| Kaiserslautern 12 marzo 1993, ore 20:00 CET 21ª giornata | Kaiserslautern | 0 – 0 referto | Borussia Dortmund | Fritz-Walter-Stadion (36 874 spett.)\| Arbitro: \| Schmidhuber \| |
| Arbitro:                                                 | Schmidhuber    |               |                   |                                                                   |

| Arbitro: | Amerell |

|                             |           |                                |
| Kastenmaier 31’, 45’ (rig.) | Marcatori | 26’ Witeczek 38’ (rig.) Funkel |

| Arbitro: | Dellwing |

|             |           |              |
| Goldbæk 75’ | Marcatori | 22’ Savichev |

| Arbitro: | Weber |

|            |           |  |
| Votava 45’ | Marcatori |  |

| Kaiserslautern 8 aprile 1993, ore 20:00 CEST 25ª giornata | Kaiserslautern | 0 – 0 referto | Stoccarda | Fritz-Walter-Stadion (34 698 spett.)\| Arbitro: \| Gläser \| |
| Arbitro:                                                  | Gläser         |               |           |                                                              |

| Norimberga 16 aprile 1993, ore 20:00 CEST 26ª giornata | Norimberga | 0 – 0 referto | Kaiserslautern | Frankenstadion (29 000 spett.)\| Arbitro: \| Aust \| |
| Arbitro:                                               | Aust       |               |                |                                                      |

| Arbitro: | Scheuerer |

|                                            |           |  |
| Kadlec 8’ Dooley 11’ Kuntz 77’ Goldbæk 82’ | Marcatori |  |

| Arbitro: | Führer |

|           |           |           |
| Bender 2’ | Marcatori | 45’ Marin |

| Arbitro: | Osmers |

|                               |           |             |
| Marin 17’ Vogel 28’ Kuntz 43’ | Marcatori | 65’ Wegmann |

| Arbitro: | Malbranc |

|                                             |           |  |
| Borodjuk 46’, 51’ Sendscheid 83’ Müller 87’ | Marcatori |  |

| Arbitro: | Fux |

|                      |           |            |
| Dooley 80’ Vogel 86’ | Marcatori | 11’ Laeßig |

| Arbitro: | Dardenne |

|                             |           |                     |
| Weichert 38’ von Heesen 42’ | Marcatori | 67’ Haber 72’ Zeyer |

| Arbitro: | Kasper |

|                                   |           |  |
| Binz 16’ Bindewald 64’ Yeboah 71’ | Marcatori |  |

| Arbitro: | Schmidhuber |

|                        |           |  |
| Kadlec 45’ Schäfer 70’ | Marcatori |  |

### Coppa di Germania
| Arbitro: | Gläser |

|  |           |                     |
|  | Marcatori | 15’ Marin 69’ Kuntz |

| Arbitro: | Boos |

|                 |           |  |
| Kree 84’ (rig.) | Marcatori |  |

### Coppa UEFA
| Arbitro: | Aas |

|  |           |                              |
|  | Marcatori | 29’, 66’ Witeczek 64’ Wagner |

| Arbitro: | Roca |

|                                  |           |  |
| Kuntz 31’, 84’ Witeczek 56’, 77’ | Marcatori |  |

| Arbitro: | Quiniou |

|                                  |           |          |
| Funkel 7’ Marin 51’ Witeczek 53’ | Marcatori | 5’ Hirst |

| Arbitro: | Puhl |

|                         |           |                        |
| Wilson 27’ Sheridan 65’ | Marcatori | 62’ Witeczek 76’ Zeyer |

| Arbitro: | King |

|                    |           |  |
| Davids 1’ Jonk 83’ | Marcatori |  |

| Arbitro: | Coroado |

|  |           |            |
|  | Marcatori | 42’ Alflen |

## Statistiche

### Statistiche di squadra
| Competizione      | Punti | In casa | In casa | In casa | In casa | In casa | In casa | In trasferta | In trasferta | In trasferta | In trasferta | In trasferta | In trasferta | Totale | Totale | Totale | Totale | Totale | Totale | DR  |
| Competizione      | Punti | G       | V       | N       | P       | Gf      | Gs      | G            | V            | N            | P            | Gf           | Gs           | G      | V      | N      | P      | Gf     | Gs     | DR  |
| ----------------- | ----- | ------- | ------- | ------- | ------- | ------- | ------- | ------------ | ------------ | ------------ | ------------ | ------------ | ------------ | ------ | ------ | ------ | ------ | ------ | ------ | --- |
| Bundesliga        | 35    | 17      | 9       | 5       | 3       | 30      | 15      | 17           | 4            | 4            | 9            | 20           | 25           | 34     | 13     | 9      | 12     | 50     | 40     | +10 |
| Coppa di Germania | -     | 0       | 0       | 0       | 0       | 0       | 0       | 2            | 1            | 0            | 1            | 2            | 1            | 2      | 1      | 0      | 1      | 2      | 1      | +1  |
| Coppa UEFA        | -     | 3       | 2       | 0       | 1       | 7       | 2       | 3            | 1            | 1            | 1            | 5            | 4            | 6      | 3      | 1      | 2      | 12     | 6      | +6  |
| Totale            | 35    | 20      | 11      | 5       | 4       | 37      | 17      | 22           | 6            | 5            | 11           | 27           | 30           | 42     | 17     | 10     | 15     | 64     | 47     | +17 |

### Andamento in campionato
| Giornata  | 1 | 2  | 3 | 4 | 5 | 6  | 7 | 8  | 9 | 10 | 11 | 12 | 13 | 14 | 15 | 16 | 17 | 18 | 19 | 20 | 21 | 22 | 23 | 24 | 25 | 26 | 27 | 28 | 29 | 30 | 31 | 32 | 33 | 34 |
| --------- | - | -- | - | - | - | -- | - | -- | - | -- | -- | -- | -- | -- | -- | -- | -- | -- | -- | -- | -- | -- | -- | -- | -- | -- | -- | -- | -- | -- | -- | -- | -- | -- |
| Luogo     | C | T  | C | T | C | T  | C | T  | C | T  | C  | T  | C  | T  | C  | C  | T  | T  | C  | T  | C  | T  | C  | T  | C  | T  | C  | T  | C  | T  | C  | T  | T  | C  |
| Risultato | V | P  | V | P | N | P  | V | P  | V | P  | P  | V  | V  | V  | N  | P  | V  | V  | P  | P  | N  | N  | N  | P  | N  | N  | V  | N  | V  | P  | V  | N  | P  | V  |
| Posizione | 4 | 12 | 5 | 9 | 9 | 12 | 7 | 11 | 8 | 8  | 10 | 10 | 8  | 8  | 8  | 8  | 8  | 7  | 7  | 8  | 7  | 8  | 7  | 8  | 9  | 9  | 7  | 7  | 7  | 8  | 8  | 8  | 9  | 8  |

Legenda:

Luogo: C = Casa; T = Trasferta. Risultato: V = Vittoria; N = Pareggio; P = Sconfitta.

### Statistiche dei giocatori
| Giocatore       | Bundesliga | Bundesliga | Bundesliga  | Bundesliga | Coppa di Germania | Coppa di Germania | Coppa di Germania | Coppa di Germania | Coppa UEFA | Coppa UEFA | Coppa UEFA  | Coppa UEFA | Totale   | Totale | Totale      | Totale     |
| Giocatore       | Presenze   | Reti       | Ammonizioni | Espulsioni | Presenze          | Reti              | Ammonizioni       | Espulsioni        | Presenze   | Reti       | Ammonizioni | Espulsioni | Presenze | Reti   | Ammonizioni | Espulsioni |
| --------------- | ---------- | ---------- | ----------- | ---------- | ----------------- | ----------------- | ----------------- | ----------------- | ---------- | ---------- | ----------- | ---------- | -------- | ------ | ----------- | ---------- |
| C. Dengel       | 0          | 0          | 0           | 0          | 0                 | 0                 | 0                 | 0                 | 0          | 0          | 0           | 0          | 0        | 0      | 0           | 0          |
| M. Dittgen      | 0          | 0          | 0           | 0          | 0                 | 0                 | 0                 | 0                 | 0          | 0          | 0           | 0          | 0        | 0      | 0           | 0          |
| T. Dooley       | 18         | 2          | 2           | 0          | 1                 | 0                 | 0                 | 0                 | 3          | 0          | 0           | 0          | 22       | 2      | 2           | 0          |
| G. Ehrmann      | 19         | 0          | 1           | 0          | 1                 | 0                 | 0                 | 0                 | 3          | 0          | 0           | 0          | 23       | 0      | 1           | 0          |
| J. Eriksson     | 20         | 1          | 7           | 0          | 1                 | 0                 | 0                 | 0                 | 1          | 0          | 0           | 0          | 22       | 1      | 7           | 0          |
| W. Funkel       | 26         | 3          | 4           | 0          | 2                 | 0                 | 0                 | 0                 | 3          | 1          | 0           | 0          | 31       | 4      | 4           | 0          |
| B. Goldbæk      | 28         | 5          | 2           | 0          | 1                 | 0                 | 0                 | 0                 | 5          | 0          | 1           | 0          | 34       | 5      | 3           | 0          |
| M. Haber        | 26         | 1          | 1           | 0          | 1                 | 0                 | 0                 | 0                 | 4          | 0          | 0           | 0          | 31       | 1      | 1           | 0          |
| E. Hajradinović | 0          | 0          | 0           | 0          | 0                 | 0                 | 0                 | 0                 | 0          | 0          | 0           | 0          | 0        | 0      | 0           | 0          |
| T. Hengen       | 1          | 0          | 0           | 0          | 0                 | 0                 | 0                 | 0                 | 0          | 0          | 0           | 0          | 1        | 0      | 0           | 0          |
| G. Hoffmann     | 1          | 0          | 0           | 0          | 1                 | 0                 | 0                 | 0                 | 0          | 0          | 0           | 0          | 2        | 0      | 0           | 0          |
| D. Hotić        | 19         | 4          | 4           | 0          | 1                 | 0                 | 0                 | 0                 | 6          | 0          | 1           | 0          | 26       | 4      | 5           | 0          |
| M. Kadlec       | 32         | 2          | 5           | 0          | 1                 | 0                 | 0                 | 0                 | 6          | 0          | 0           | 0          | 39       | 2      | 5           | 0          |
| S. Kuntz        | 26         | 6          | 2           | 0          | 1                 | 1                 | 1                 | 0                 | 1          | 2          | 0           | 0          | 28       | 9      | 3           | 0          |
| F. Lelle        | 6          | 0          | 0           | 0          | 1                 | 0                 | 0                 | 0                 | 2          | 0          | 0           | 0          | 9        | 0      | 0           | 0          |
| T. Lieberknecht | 6          | 1          | 1           | 0          | 0                 | 0                 | 0                 | 0                 | 1          | 0          | 0           | 0          | 7        | 1      | 1           | 0          |
| M. Marin        | 24         | 6          | 2           | 0          | 2                 | 1                 | 0                 | 0                 | 5          | 1          | 0           | 0          | 31       | 8      | 2           | 0          |
| T. Richter      | 8          | 0          | 1           | 0          | 0                 | 0                 | 0                 | 0                 | 2          | 0          | 0           | 0          | 10       | 0      | 1           | 0          |
| T. Ritter       | 29         | 1          | 9           | 0          | 2                 | 0                 | 1                 | 0                 | 6          | 0          | 1           | 0          | 37       | 1      | 11          | 0          |
| A. Roos         | 10         | 0          | 2           | 0          | 2                 | 0                 | 1                 | 0                 | 2          | 0          | 1           | 0          | 14       | 0      | 4           | 0          |
| O. Schäfer      | 21         | 1          | 1           | 0          | 1                 | 0                 | 0                 | 0                 | 5          | 0          | 0           | 0          | 27       | 1      | 1           | 0          |
| M. Serr         | 16         | 0          | 1           | 0          | 1                 | 0                 | 0                 | 0                 | 3          | 0          | 0           | 0          | 20       | 0      | 1           | 0          |
| T. Vogel        | 18         | 3          | 5           | 0          | 1                 | 0                 | 0                 | 0                 | 3          | 0          | 0           | 0          | 22       | 3      | 5           | 0          |
| M. Wagner       | 25         | 3          | 7           | 2          | 2                 | 0                 | 1                 | 0                 | 4          | 1          | 2           | 0          | 31       | 4      | 10          | 2          |
| B. Winkler      | 2          | 0          | 0           | 0          | 0                 | 0                 | 0                 | 0                 | 1          | 0          | 0           | 0          | 3        | 0      | 0           | 0          |
| M. Witeczek     | 32         | 10         | 2           | 0          | 2                 | 0                 | 0                 | 0                 | 6          | 6          | 1           | 0          | 40       | 16     | 3           | 0          |
| M. Zeyer        | 19         | 1          | 0           | 0          | 1                 | 0                 | 0                 | 0                 | 5          | 1          | 0           | 0          | 25       | 2      | 0           | 0          |